# Капошвар
Капошвар (на унгарски: Kaposvár) е град в югозападна Унгария, административен център на област Шомод. Капошвар е с население 61 920 души (по приблизителна оценка за януари 2018 г.) и площ от 113,59 km².

## География
Капошвар е разположен на 153 m надморска височина в Среднодунавската низина, на 158 km югозападно от Будапеща и на 52 km североизточно от границата с Хърватия.